# ハ50 (エンジン)
ハ50は、第二次世界大戦期に三菱重工業が試作した航空機用空冷星型エンジンである。

## 概要
超大型戦略爆撃機である「富嶽」のエンジンとして設計され、同計画の中止もあり、所要6基中3基が製造されたところで終戦となった。
後方の冷却が難しくなる3列や4列（三重、四重星型）を避け、かつ、高出力が要求されていたため、日本ではハ51と並び2機種のみ、世界的に見ても非常に希少な、1列あたり11気筒となった点が特筆される。
完成したハ50は、占領軍による没収を防ぐ目的で破壊されたとも伝えられていたが、1984年（昭和59年）、拡張工事中の羽田空港から1基が出土し、航空科学博物館に収蔵・展示されていた（現在、外部に貸出中）。

## 主要諸元

### ハ50-01
- タイプ：空冷複列星型22気筒(11気筒×2列)
- ボア×ストローク：150.0 mm×170.0 mm
- 排気量：66.10 L
- 全長： 2,400mm
- 直径：1,450 mm
- 乾燥重量：1,540 kg
- 過給機：遠心式スーパーチャージャー1段2速
- 離昇出力 
  - 3,100 hp/2,600 rpm
- 公称馬力 
  - 2,700 hp/2,500 rpm（高度 1,500 m））